# The Shining (banda)
The Shining fue un grupo de pop-rock británico formado en 2002. La agrupación estaba compuesta por Duncan Baxter (voz), Dan MacBean (guitarra), Mark Heaney (batería), Simon Jones (bajo) y Simon Tong (Guitarra, Teclados), los dos últimos exmiembros de la banda The Verve. En un principio la banda contaba con la presencia John Squire, guitarrista de los Stone Roses, sin embargo tomó la decisión de separase de dicho proyecto.
Tuvieron en su efímera carrera, tres sencillos desprendidos del álbum True Skies, del 2002, mismo que tuvo una recepción y éxito muy bajos o pobres. Finalmente, la banda se disolvió en 2003.

## Ruptura y proyectos alternos
- Simon Tong decide colaborar con el otrora vocalista del grupo británico Blur, Damon Albarn, como guitarrista en el disco Demon Days (2005), de Gorillaz y en The Good, the Bad & the Queen.
- Duncan Baxter, John Lewis y Andy Martin crean The Voluntary (2003-2005).[3]
- 2006: Mark Heaney, Simon Jones y Duncan Baxter conocen a Jeff Wootton. Su reunión levantó sospechas de la formación de una banda.
- 2008: De cualquier manera, el proyecto se mantuvo truncado tras el reencuentro de The Verve con el disco Forth.

## Discografía
- True Skies (2002)

### Sencillos
- "Quicksilver" (2002)
- "I Wonder How" (2002)
- "Young Again" (2002)